# José Alberto de Ozamis
José Alberto de Ozamis, n. en Mendoza el 7-2-1816 y murió en la ciudad de Maipú el 3 de julio de 1874, fue uno de los primeros bodegueros e impulsor de la vinicultura mendocina convirtiendo con sus aportes transformar a Mendoza en una de las provincias productoras y exportadoras de vinos más importantes mundo. 
Fundó la ciudad de Maipú, el 31 de marzo de 1861, junto al católico Fray Manuel Apolinario Vásquez, quienes solicitaron al gobernador Juan Cornelio Moyano la creación de un nuevo centro poblacional como centro bodeguero, aprobando sus pedidos mediante decreto. Ozamis donó grandes extensiones de tierra, más de aporte económico, para el nuevo poblado a construirse.

## Fundación de la ciudad de Maipú
El 20 de marzo de 1861, un terremoto destruyó por completo la ciudad de Mendoza siendo las 9,45, a solo 15 km de Maipú y las ruinas emergían donde antes se erguían casas, reparticiones públicas y templos, fieles representantes de una época colonial con 300 años de antigüedad. "El mismo día que el subdelegado Zapata elevaba su informe oficial sobre el presupuesto de Maipú", a dos años de su creación. A pocos días de ese 20 de marzo de 1861, el Padre Vásquez se aleja de la ciudad en ruinas hacia el departamento de Maipú, donde cuenta con amigos y benefactores, "De aquella visita de fray Vásquez, tan inesperada, surgió una idea. Era la que llevaba ahora desde Maipú a Mendoza, una pequeña comitiva de colonos. Era el 31 de marzo de 1861, 11 días después del terremoto, el padre Vásquez convocó una reunión con Ozamis y expresó su deseo de irse a vivir con ellos a Maipú. Trasladarse con toda su comunidad religiosa. La idea fue acogida con simpatía. Asomaba la perspectiva de vivir en comunidad.
Alberto José de Ozamis, respondió a padre Vásquez que para "echar los cimientos del nuevo plantel, hacia cesión de su capilla privada y que además, donaba cuatro cuadras de terreno a favor del convento y ocho cuadras más, a dividirse en manzanas con sus calles de 10 a 25 varas". (A los pocos días donó 4 cuadras más, por eso en el plano de Pablo Pescara se hace el trazado de la villa en los hechos de Maipú, de la mano de un fraile y un filántropo, aunque sin olvidar que oficialmente, figuraba en el decreto de creación del departamento firmado tres años antes por el gobernador Moyano.
Fueron 15 emprendedores hombres que firmaron el acto de fundación de la villa, ese 31 de mayo de 1861 (declarada ciudad por la ley 1495 sancionada en el año 1942).

## Cimientos de la nueva ciudad
De la voluntad de hacer de aquellos hombres, da cuenta el hecho de que con exiguos recursos levantaron en poco tiempo un pueblo, un templo, dos escuelas, la plaza y un cementerio.
La primera obra que se realizó (el mismo día de la fundación), fue una plaza denominada "12 de febrero" en homenaje a la Batalla de Chacabuco de 1817, librada por el General José de San Martín en tierras chilenas.  El diseño es del famoso paisajista Borelli y con el tiempo ha adquirido características singulares que la ubican entre las más hermosas de la provincia de Mendoza. En ella se puede encontrar una fuente artística traída de Francia en 1850, un retoño del Pino Histórico de San Lorenzo de 1950, los bustos de los fundadores de la Ciudad Padre Vásquez y José Alberto de Ozamis de 1942 y Urna con tierra del Campo Histórico de Maipú, el árbol de la amistad 1984, el reloj de flores 2006, el escudo floral, el mástil central 1940, mástiles banderas americanas 1966.
Hizo el aporte inicial para la construcción de la Iglesia Nuestra Señora de la Merced, donde descansan sus restos.
Estaba casado con doña María Francisca Jurado, hija legitima de don Juan Jurado y de doña Norberta Molina